# Gonzalagunia bifida
Gonzalagunia bifida är en måreväxtart som beskrevs av B.Ståhl. Gonzalagunia bifida ingår i släktet Gonzalagunia och familjen måreväxter. IUCN kategoriserar arten globalt som akut hotad.
Artens utbredningsområde är Ecuador. Inga underarter finns listade i Catalogue of Life.